# Cetola dentata
Cetola dentata là một loài bướm đêm trong họ Noctuidae.